# Tinton Falls
Tinton Falls es un borough ubicado en el condado de Monmouth en el estado estadounidense de Nueva Jersey. En el año 2010 tenía una población de 17,892 habitantes y una densidad poblacional de 441.7 personas por km².

## Geografía
Tinton Falls se encuentra ubicado en las coordenadas 40°16′21″N 74°05′20″O / 40.27250, -74.08889.

## Demografía
Según la Oficina del Censo en 2000 los ingresos medios por hogar en la localidad eran de $68,697 y los ingresos medios por familia eran $79,773. Los hombres tenían unos ingresos medios de $58,098 frente a los $37,857 para las mujeres. La renta per cápita para la localidad era de $31,520. Alrededor del 3.9% de la población estaba por debajo del umbral de pobreza.